# Melro-das-rochas-do-miombo
Roqueiro-do-miombo ou melro-das-rochas-do-miombo (Monticola angolensis) é uma espécie de ave da família Muscicapidae.
Pode ser encontrada nos seguintes países: Angola, Botswana, Burundi, República Democrática do Congo, Malawi, Moçambique, Ruanda, Tanzânia, Zâmbia e Zimbabwe.
Os seus habitats naturais são: savanas áridas.